# イレアナ・コスンツァーナ

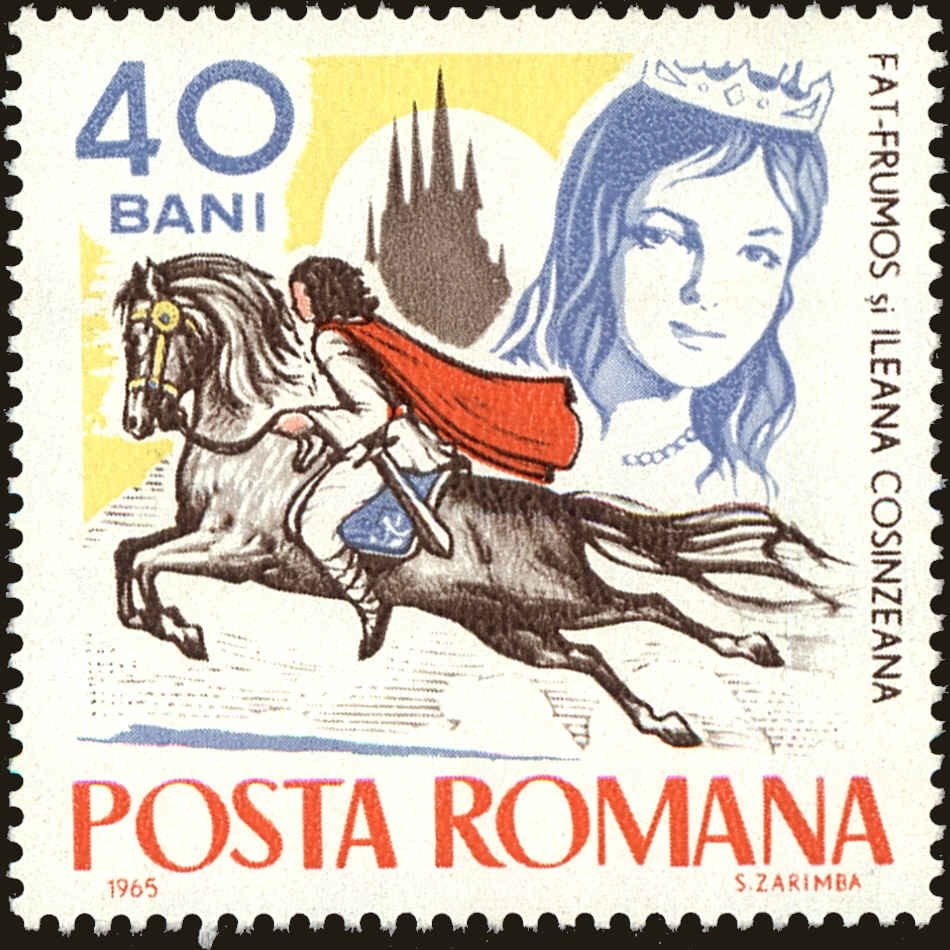
Romanian stamp from 1965.

イレアーナ・コサンゼアーナは、ルーマニア神話に登場する人物である。美しい気立ての良い王女や皇帝の娘として表現されたり、巨大な力を持つ妖精として描写されたりする。

## 名前
ニーナ・クチウク教授によれば、彼女の名前は以下のようにも訳される： Cosînzeana、Cosenzeana、Sânziana、Sînziana、Ileana Kossinzana、Hélène Cossinzana、Ileana Cosînzeana Sora Soarelui（「太陽の姉妹」）。花の女王」とも呼ばれる。
アデラ・イレアーナ・ドラウセアンによれば、イレアーナという名前はエレナに由来し、コスンゼアーナはルーマニアの祝日であり、ルーマニア神話に登場する妖精を指す別の言葉であるサンジアーナ（sânziană）に関連しているという。
民俗学者のラザール・サイネアヌは彼女の名前をフランス語に訳し、「Hélène aux cheveux d'or（黄金の髪のヘレン）」とした。
ルーマニアの言語学者ソリン・パリガは、このキャラクターの別名もいくつか挙げている： Ileana Simziana、Floarea Florilor（「花の花」）、Frumoasa lumii（「世界の美」）、Zâna dobrozâna（zânǎ、ラテン語で「妖精」を意味するDianaと、彼によればスラヴ語のdobr「良い」）から。ローラやロズナと呼ばれることもあるが、パリガによれば、ロズナには "露 "を意味する単語が含まれており、これは彼女を夜明けの神や植生の神と結びつけていると主張している。別の説では、後期ラテン語のコンスタンティアーナに由来する説もある。これは、後にsânzianăの影響を受け、妖精と結びついたコンスタンティヌス大帝の母、聖ヘレナとの関連によるものかもしれない。

## フォークロアへ
ルーマニアの民間伝承では、イレアナは女性美の原型であり、妖精の中で最も美しいとされている。彼女の目は太陽のようであり、彼女の体は海のようであり、彼女の衣服は花でできている。彼女が歌うとき、口からは真珠と金が流れ出る。また、白魔術の力で癒しや復活をもたらすと言われている。イレアーナ・コサンゼアーナは、ルーマニアの天才の最も詩的な想像力を意味する。彼女は美しさ、若さ、天使の魂、一言で言えば完璧な人間性を象徴している。彼女は超自然的な力を持ち、象徴的な特徴を持つ神話的なキャラクターである。イレアナ・コサンゼアナは、非常に勇敢で、賢く、控えめで、勤勉であるため、悪の力を打ち負かすことに成功する。

### 月役のイレアナ
イレアナ・コサンゼアナは "金色の髪と紺碧の瞳を持つ少女 "であり、アデラ・イレアナ教授は、"太陽の男性の原型 "であるファト＝フルモス王子の "女性の対極 "を表していると主張する。一方、学者のシモーナ・ガラッチは、イレアナ・コサンゼアナの語源がローマ神話の女神ディアナにつながる可能性があることから、イレアナ・コサンゼアナの月的側面を主張している。
月はまた、イレアーナ・サンジアーナとして崇拝されていたとも言われている。ルーマニアの民俗学者マルク・ベザは、ルーマニアの "ポピュラーな "クリスマス・キャロル（コリンダ）やトランシルヴァニアのバラードにも、月は太陽の姉妹として登場すると述べている。
テレザ・ストラティレスコが収集した伝説では、太陽は結婚を望んでいるが、適当な妻を見つけることができない。彼は、"太陽の妹 "イレアーナ・シムツィアーナを含む9人の乙女たちを見つける。彼女は、彼に困難な課題を課すことで、実の妹との結婚を思いとどまらせようとする。一方、イレアナは十字架の印で自分を祝福し、海に潜ってバーベルになる。太陽は漁師たちに彼女を捕まえるよう命じるが、漁師たちが見つけたのは魚だけだった。聖人たちはイレアナを憐れみ、海から連れ出し、アダムとイブに会わせる。神はルナを太陽と対になる存在に定めた。
ベザはまた、同じ民俗学者のG. Dem. 月が太陽に、黒海に鉄の橋を架け、空への梯子を作ってくれるよう頼んで、結婚式を引き延ばそうとするのだ。

### 類似キャラクター
ルーマニアの民俗学者ラザール・サイネアヌは、ルーマニアのイレアナ・コサンゼアナをアルバニアの「大地の美女」（Bukura e dheut）やハンガリーの「妖精エレナ」（Tündér Ilona）になぞらえた。

## 物語の中で
ある物語では、"イレアーナ・コサンゼアーナ "は春の花の妖精であり、それぞれの花に香りを与えるが、それを取り戻す力も持っている。妖精たちは花々と同じように彼女を愛し、風もイレアナを愛しているが、決して捕まえることはできない。神話では、イレアナは美しい王女で、ズメウ（ドラゴンに相当）にさらわれ、城に閉じ込められ、求婚に応じるのを待つ。そんな彼女を救ったのが、チャーミング王子になぞらえたファト＝フルモスだった。ファト＝フルモスは、イリアナ・コサーンツァーナのもとへ向かう過程で、多くの試練にさらされる。そして、ついにズメウと戦い、ズメウを倒し、イリアナ・コサンゼアナを解放する。二人は幸せに暮らす。
イレアーナ・コサンゼアーナには、兄のヴェレア・ヴィテアズルがいるとの記述もある。
「Ileana Cosânzana, din cosita floarea-i canta, noua imparatii asculta」（「イレアーナ・コサンゼアーナ、編み込んだ髪に挿した花は歌い、九つの王国は耳を傾ける」）という物語では、王女イレアーナ・コサンゼアーナは、天上の歌を生み出す魔法の花によって音楽と結びついている。

## 関連キャラクター
ルーマニアの民話には、似たような名前の妖精がもう一人いる： イアナ・サンジアナ（ro）である。アデラ・イレアーナによれば、いくつかの類似点はあるものの、両者を混同することはできない。両者は確かに妖精だが、イアーナは天界やアストラルのキャラクターであり、イレアーナ・コサンツィアーナは「人間的な、神話的なキャラクター」である。また、イアナは太陽の姉妹であり、太陽的な性格も持っている。

## その他
- 王女とドラゴン
- ドラゴンスレイヤー
- イリアーナ・シムジアナ
- ルーマニア童話リスト